# 一本木公園 (中野市)
一本木公園（いっぽんぎこうえん）は、長野県中野市にある公園。1984年（昭和59年）に市民の憩いの場として開設された。故黒岩喜久雄が自宅で育てていた172種179株のバラの成木が中野市に寄付され、一本木公園に移植された。種類と株数を誇るバラ園である。バラ公園（バラこうえん）とも呼ばれる。

## 概要
公園内には、バラ（850種3500株）・桜・さまざまな宿根草など、四季折々に楽しむことができる花々が咲き誇る。明治中期の洋風建築である中野小学校旧校舎が移築された、信州中野銅石版画ミュージアムや一本木公園展示館が併設されている。遊具や広い芝生など、大人から子どもまで年間を通して楽しむことができる。バラの手入れをはじめ公園全体の管理は、指定管理者の一般社団法人一本木公園バラの会が行っている。

## なかのバラまつり
- 1994年（平成6年）、第1回なかのバラまつりが開催された。
- バラの開花時期に合わせ、毎年5月下旬から6月中旬にかけて、なかのバラまつりが開催されている。2009年（平成21年）の第16回なかのバラまつりでは、過去最高となる9万人を超える来場者数を記録した。
- バラまつり期間中は、音楽団体の演奏・バラの苗木、鉢植え、切り花、地元中野市の野菜、果物、きのこなどの販売が行われる。
- 一本木公園バラの会有志によるガイド・バラの栽培講習会がある。
- バラまつり期間中は、開催協力金として大人1人500円（団体の場合400円）の入園料が必要[3]。

## 主な施設
- バラ植栽（850種3500株）
- トイレ（2棟）
- 遊具
- 四阿
- ベンチ
- 多目的広場
- 遊戯広場
- 野外ステージ
- イングリッシュガーデン
- 展示館
- 中野小学校旧校舎・信州中野銅石版画ミュージアム

## 中野小学校旧校舎・信州中野銅石版画ミュージアム
- 一本木公園内にあり、民俗資料の展示、教育関係の資料室、移転復元以前の教室をそのまま残した「教室」が設けられ、1985年（昭和60年）には、市の有形文化財に指定された。
- 1997年（平成9年）に中野小学校旧校舎・信州中野銅石版画ミュージアムとして整備活用がはかられた。
- 中野小学校旧校舎の前庭には、中野中学校校歌碑とそのメロディーが流れる施設・菊池一雄作の2体のブロンズ像・移築復元を記念した記念碑がある。
- 開館時間
  - 午前9時から午後5時（3月から11月）
  - 午前9時30分から午後4時（12月から2月）
- 休館日
  - 12月29日から1月3日
- 入館料（常設展観覧料）
  - 無料[4]